# 朝仓景隆
朝仓景隆（永正五年1508年—元龟元年1570年）日本战国时代和安土桃山时代的武将，朝仓氏家臣。父亲是朝仓景职，母亲是朝仓贞景的长女朝仓北（北殿），也是朝仓义景的從兄弟。安居城城主，通称右兵卫。
弘治元年（1555年）加贺发生一向一揆（一向宗），加上总大将朝仓宗滴病死，所以朝仓景隆代替宗滴出战讨伐加贺一向宗。永禄七年（1564年）和朝仓景镜担任了朝仓氏大将，是朝仓家继宗滴后在这条战线上的总指挥。直到后来双方在幕府将军足利义昭的调停下和解。
元龟元年（1570年），景隆的长子和次子同年死去，之后景隆也离开人世，最后只是留下末子朝仓景健继承军业。